# Alipta crenistria
Alipta crenistria är en snäckart som först beskrevs av Suter 1907.  Alipta crenistria ingår i släktet Alipta och familjen Cerithiopsidae. Inga underarter finns listade i Catalogue of Life.